# شاه زيد (تشلاو)
شاه زید (بالفارسية: شاه‌زید) هي قرية تقع في إيران في مازندران. يقدر عدد سكانها بـ 258 نسمة بحسب إحصاء 2016.